# 森大 (野球)
森 大（もり だい、1990年12月28日 - ）は、埼玉県浦和市（現：さいたま市浦和区）出身の元社会人野球選手、高校野球指導者。浦和学院高校、早稲田大学教育学部卒。

## 経歴
浦和学院高等学校時代には控え投手として、夏の甲子園大会に2007年と2008年の2度出場。同級生に坂本一将がいる。2007年は本大会でベンチ入りしながら登板機会に恵まれなかったものの、2008年は南埼玉大会の全6試合に先発する活躍を見せ、父親でもある監督の森士と「親子鷹」として注目された。
高校卒業後は早稲田大学に進み全日本大学選手権優勝を経験。三菱自動車倉敷オーシャンズでプレーののち、25歳で引退。引退後は後述の高校野球指導をしながら筑波大学大学院で1年、早稲田大学大学院で2年間、スポーツバイオメカニズムや心理学を学ぶ。
2016年からは浦和学院高校のコーチとして着任。また後に同校の部長も務める。2021年夏の大会をもって父・士が監督を退任したため秋季大会より監督に就任。同校は2022年センバツに出場を果たし、父・士と同じく就任1年目の甲子園大会出場を達成した。また、同大会の出場監督の中では最年少（31歳）だった。翌年の2023年には監督として初めて夏の甲子園に出場した。

## 家族
- 父：森士：浦和学院高校元野球部監督。浦和学院高校副校長。
- 弟：森光司：元社会人野球選手[7]、鷺宮製作所コーチ、浦和学院高校臨時コーチ。浦和学院高校 - 東洋大学 - 鷺宮製作所。

## 人物・エピソード
- 保健体育、倫理（公民）の教員免許状を持っている。大学院で心理学を学んだ経験から心理カウンセラーの肩書も持っている[8]。
- 元プロ野球選手で同じ早大野球部出身の斎藤佑樹は2つ上の先輩にあたる。

## 主な実績

### 甲子園の成績
- 春：出場1回・3勝1敗・勝率.750
- 夏：出場1回・0勝1敗・勝率.000
- 通算：出場2回・3勝2敗・勝率.600

### 監督としての主な成績
- 2022年 第94回選抜高等学校野球大会 ベスト4